# ひざつき製菓
ひざつき製菓株式会社（ひざつきせいか、英称：Hizatsuki Confectionery Co., Ltd.）は栃木県栃木市に本社を置く米菓、スナック、和洋菓子のメーカー。全国のスーパーマーケット、コンビニ、ドラッグストアで販売をしている。直販店名はだんごをメインとする「武平作」。

## 沿革
- 1923年 ‐ 創業。
- 1965年 ‐ 「株式会社膝附商店」を設立。
- 1972年 ‐ 「膝附製菓株式会社」に商号変更。
- 1995年 ‐ 「ひざつき製菓株式会社」に商号変更。

## 直販店
- 武平作だんご 栃木駅前店
- 武平作だんご 工場前店
- 武平作だんご 小山城南店
- 武平作だんご 宇都宮若草店
- 武平作だんご 宇都宮簗瀬店